# تياغو مينديز (لاعب كرة قدم)
تياغو مينديز هو لاعب كرة قدم برتغالي في مركز الهجوم، ولد في 19 يوليو 1992.

## وصلات خارجية
- تياغو مينديز (لاعب كرة قدم) على موقع قاعدة بيانات كرة القدم.إي يو (الإنجليزية)
- تياغو مينديز (لاعب كرة قدم) على موقع Soccerway.com (الإنجليزية)